# 国際企画
株式会社国際企画（こくさいきかく）とは、かつて存在した日本の出版社である。1980年創業。本社は大阪市北区西天満1-7-8にあった。

## 概要
出版関連の企業を立ち上げたいと考えたところ、「どうせやるならスケールの大きい名前にしよう」と考えた。また、創業当時は世界旅行は当時一般大衆の憧れであった一方、現在のように気軽に行けるものではなかった。そうした社会背景を踏まえ、日本国内では知り得ない情報の発信、今でいう「国際化」「インターナショナリズム」を先取りする流れで、「国際企画」という名前になった。
2015年10月9日、大阪地方裁判所より破産手続開始の決定を受け倒産した。負債総額は約1億6000万円。2016年3月に法人格が消滅した。

## 主な出版物
- 起業家100選
- 起業家百選
- 経営者のための法律相談
- ワールドグラフ